# Tekla Nagaishi
Tekla Nagaishi (zm. 10 września 1622 na wzgórzu Nishizaka w Nagasaki w Japonii) – błogosławiona Kościoła katolickiego, japońska męczennica, ofiara prześladowań antykatolickich w Japonii.

## Życiorys
Jej mężem był Paweł Nagaishi. Tekla Nagaishi należała do Bractwa Różańcowego.
W Japonii w okresie Edo (XVII w.) doszło do prześladowań chrześcijan. Ponieważ jej mąż pomagał misjonarzom katolickim w szerzeniu ewangelizacji, został uwięziony i skazany na śmierć. Tekla Nagaishi z powodu wyznawanej przez nią wiary została ścięta w jego obecności 10 września 1622 r. na wzgórzu Nishizaka w Nagasaki, razem z nią stracono również ich 7-letniego syna Piotra, po czym Pawła Nagaishi spalono żywcem.
Została beatyfikowana razem z mężem i synem w grupie 205 męczenników japońskich przez Piusa IX w dniu 7 lipca 1867 r. (dokument datowany jest 7 maja 1867 r.).
Dniem jej wspomnienia jest 10 września (w grupie 205 męczenników japońskich).